# Греко-иранские отношения
Греко-иранские отношения — двусторонние отношения между Грецией и Ираном. Страны сотрудничают на протяжении тысячелетий, имеют общие исторические и культурные связи.
Греция имеет посольство в Тегеране, а Иран имеет посольство в Афинах.

## Сравнительная характеристика
|                     | Иран                                                 | Греция                                                 |
| ------------------- | ---------------------------------------------------- | ------------------------------------------------------ |
| Население           | 81 000 000                                           | 10 482 487                                             |
| Территория          | 1 648 195 км²                                        | 131 957 км²                                            |
| Плотность населения | 48 чел./км²                                          | 85,3 чел./км²                                          |
| Столица             | Тегеран                                              | Афины                                                  |
| Крупнейший город    | Тегеран                                              | Афины                                                  |
| Правительство       | исламская республика                                 | парламентская республика                               |
| Язык                | персидский                                           | греческий                                              |
| Основная религия    | Шиизм                                                | Православие                                            |
| ВВП                 | 987,1 млрд долларов США (12,800 $ на душу населения) | 294,339 млрд долларов США (24,543 $ на душу населения) |
| ИРЧП                | 0,774                                                | 0,887                                                  |

## История
Отношения между странами были нестабильны, было несколько греко-персидских войн, завершившихся подписанием Каллиева мира (449 г. до н. э). Главным условием мирного договора было разграничение персидской и афинской сфер влияния. На юге граница прошла в районе юго-западного побережья Малой Азии, на севере — у входа в Чёрное море. Таким образом, персидский царь обязывался не вводить свой флот в Эгейское море. Сухопутная граница в Малой Азии проходила на расстоянии приблизительно 75 — 90 км от моря (один дневной путь конного всадника). Мирный договор также предусматривал официальное признание империей Ахеменидов независимости ионийских греческих городов на малоазийском побережье Эгейского моря, а фактически — их подчинение Афинам. С афинской стороны договор содержал обязательство не вторгаться больше на территории, которые вошли в зону контроля Персии, и не пытаться расширить сферу своего влияния на восток далее установленных границ. Данный мирный договор оказался весьма прочным. В связи с этим, договор 449 г. до н. э. традиционно считается завершением греко-персидских войн.
В 432 году до нашей эры, во время визита афинской делегации в Персию, были установлены отношения между двумя странами.
современность
В настоящее время Греция является членом Европейского союза  и Организации Североатлантического договора (НАТО) и поддерживает политику санкций ЕС против Исламской Республики Иран.
2022: в середине апреля Греция, из-за санкций ЕС и при содействии Вашингтона, арестовала в Средиземном море танкер Lana  под иранским флагом, перевозивший 115 тыс. тонн иранской нефти, греческие власти объявили, что по запросу Вашингтона нефть будет вывезена в Соединённые Штаты; 
27 мая силы Корпуса стражей Исламской революции (КСИР) задержали два греческих нефтеналивных танкера в Персидском заливе. 
В начале июля греки освободили арестованный танкер Lana.